# Chiguayante (kommun)
Chiguayante är en kommun i Chile.   Den ligger i provinsen Provincia de Concepción och regionen Región del Biobío, i den södra delen av landet, 400 km sydväst om huvudstaden Santiago de Chile.
I omgivningarna runt Chiguayante växer i huvudsak städsegrön lövskog. Runt Chiguayante är det tätbefolkat, med 383 invånare per kvadratkilometer.